# Krš
Krš is een plaats in de gemeente Perušić in de Kroatische provincie Lika-Senj. De plaats telt 46 inwoners (2001).